# Demètries
|  | Per la ciutat de Tessàlia, vegeu Demètrias. |

Les Demètries (en grec antic: Δημητρία) eren un festival anyal que els atenesos van establir l'any 307 aC en honor de Demetri Poliorceta, qui, juntament amb el seu pare Antígon el Borni, van ser consagrats amb el títol de «déus salvadors». Se celebrava cada any al mes de Muniquió, que a partir de llavors va rebre el nom de Demetrió. Un sacerdot servia el seu altar i dirigia la processó i els sacrificis i els jocs que se celebraven, segons que diuen Diodor de Sicília i Plutarc.
Per honorar encara més a Demetri, els atenesos varen arribar a canviar el nom de les Dionísies, les festes dedicades a Dionís pel de Demètries, car al jove príncep li agradava que el comparessin amb Dionís.